# روبير شاربانتييه
روبير شاربانتييه (Robert Charpentier) هو لاعب أولمبي لرياضة ركوب الدراجات من فرنسا. شارك في الأولمبياد الصيفي في 1936، وفاز بما مجموعه 3 ميداليات.

## الميداليات
| ذهب | فضة | برونز | المجموع |
| 3   | 0   | 0     | 3       |

## روابط خارجية
- روبير شاربانتييه على موقع أرشيف الدراجات (الإنجليزية)
- روبير شاربانتييه على موقع إحصائيات الدراجات الإحترافية (الإنجليزية)
- روبير شاربانتييه على موقع أوليمبيديا (الإنجليزية)